# Едсон Прадо
Едсон Прадо (англ. Edson Prado, нар. 1973) — професійний бразильський бодібілдер, персональний тренер. Має картку професіонала від Міжнародної організації бодібілдингу.

## Біографія
У віці 16 років Едсон зустрів друга, який займався важкою атлетикою. Саме він і привів його в тренажерний зал в місті Санту-Андре. Це заняття займало багато вільного часу у Прадо, тому його сім'я не схвалювала вибору молодого спортсмена. У віці 19 років він з його другом (той що вперше привів його у зал) вирішили, що достатньо готові для серйозного спорту. Едсону вдалося побувати на таких змаганнях як Нью-Йорк Про і Ніч Чемпіонів а також Атлантик-Сіті Про, хоча значного успіху не досяг.
В 2006 році він з'явився на арені WWE RAW, де за сюжетом він допомагав зірці світового реслінгу Тріпл Ейчу підготуватися до матчу проти Джона Сіни на Реслманії 22.
Одружений. Дружина Джейн теж займається змаганнями в професійному бодібілдингу.

## Виступи
- Атлантик-Сіті Про — 22 місце (2006)
- Нью-Йорк Про — (2006)
- Колорадо Про — 13 місце (2006)
- Європа Супершоу — 2005
- Ніч Чемпіонів — 2004
- IFBB South American Champion — (2000)
- NABBA Mr. World — (2002)